# Dijon Talton
Dijon Talton est un acteur et chanteur américain né le 17 septembre 1989 à Los Angeles en Californie (États-Unis).
Il est le cousin de Meagan Good et de La'Myia Good. Son personnage de Matt Rutherford dans la série Glee a été secondaire dans la saison 1 et a disparu depuis la saison 2.
A noter que Dijon Talton fait une apparition lors du dernier épisode de la série Glee (Saison 6, Episode 13) lors de la performance I Lived où tous les acteurs de la série sont revenus jouer.

## Carrière
Il a lancé une société de production, The Talton Company, car il voulait voir des histoires de personnes noires et métisses qui ne soient pas stéréotypées et qui soient plus diversifiées. Pour la société, il est producteur exécutif et réalisateur de l' émission Allblk 2022 et "À la carte" avec Meagan Good. L'épisode pilote a été initialement diffusé en 2019. L'émission est le premier film de Talton en tant que réalisateur, et il a déclaré qu'il « voulait réaliser "À La Carte" parce que c'est une bonne histoire. C'est une histoire sur les êtres humains et sur la façon dont nous sommes tous imparfaits mais toujours nuancés, gracieux et beaux au milieu de tout cela ».

## Filmographie

### Cinéma
- 1998 : I Love L.A. : un enfant
- 2010 : I will follow : Raven
- 2018 : A boy. A girl. A Dreams : Naqeeb
- 2020 : Take Out Girl : Nate

### Télévision
- 2009 : Glee : Matt Rutherford (saison 1)
- 2016 : Queen Sugar : Vance Mitchell (saison 1)
- 2016 : American Crime Story : adjoint Chambers (saison 1)
- 2017 : Underground : Poe (saison 2)
- 2019 : Murder : Ravi (saison 6)

### Production/réalisation
- 2022 : À la carte (saison 1 - producteur délégué)